# Alex Müller
Karl Alexander Müller (Bazel, 20 april 1927 – Zürich, 9 januari 2023) was een Zwitsers natuurkundige en Nobelprijswinnaar. Hij ontving in 1987 de Nobelprijs voor de Natuurkunde samen met Georg Bednorz voor hun werk in hogetemperatuursupergeleiding.

## Biografie
Alex Müller werd geboren in de Zwitserse stad Bazel als zoon van Paul en Irma Müller. De eerste jaren van zijn leven verbleef hij met zijn familie in Salzburg, waar zijn vader muziek studeerde. Later verhuisde hij met zijn moeder naar Dornach, naar het huis van zijn grootouders en vandaar naar Lugano – in het Italiaanssprekende kanton van Zwitserland. Daar bezocht hij de lagere school en leerde hij naast Duits ook vloeiend Italiaans spreken.
Zijn moeder overleed toen hij elf jaar oud was. Kort na haar overlijden ging hij naar de school van het Evangelisch College in Schiers. Hier studeerde hij van 1938 tot 1945 en die hij afsloot met een baccalaureaat. Vervolgens kwam hij terecht op de faculteit natuur- en wiskunde van het Zwitserse Federaal Instituut van Technologie (ETH Zürich). Hij werd er onderwezen door Paul Scherrer en zijn levendige demonstraties hadden een blijvend effect op zijn benadering van de natuurkunde. Later kreeg hij ook college van Wolfgang Pauli die een diepe impressie op hem achterliet. In 1958 promoveerde hij bij George Busch.
Na een aantal jaren gewerkt te hebben aan het Battelle Instituut in Genève, keerde hij in 1963 terug naar Zürich. Hier nam hij een baan aan bij het IBM onderzoekslaboratorium in Rüschlikon, waar hij aanbleef tot aan pensionering. In 1982 bereikte hij de verheven status van IBM Fellow en in die positie mocht hij vrij onderzoek verrichtten in een onderwerp van eigen keuze.
Hij besloot onderzoek te doen naar stoffen die supergeleidend worden bij hogere temperaturen. De hoogste kritische temperatuur (Tc) die rond die tijd was bereikt was 23 K voor een niobium-germaniumlegering. Samen met de pasafgestudeerde Georg Bednorz begon hij vanaf 1983 aan systematische studie naar supergeleiding van perovskieten, harde keramische materialen. Voor de ontdekking van de hoge temperatuur supergeleiders was Müller al een expert in perovskieten, en dan met name SrTiO3. De belangrijkste bijdragen hierover zijn gepubliceerd in een boek tezamen geschreven met Tom Kool (Universiteit van Amsterdam) getiteld: Properties of perovskites and other oxides.
Op 27 januari 1986 ontdekten Müller en Bednorz dat een mengsel van lanthaan, barium en koperoxide (La3-Ba3-Cu6-O16, afgekort tot LBCO) supergeleidende eigenschappen vertoonde bij een temperatuur onder de 35 kelvin (-238 °C). Hun ontdekking publiceerden ze in april 1986 in een artikel in Zeitschrift für Physik met het uiterst voorzichtige titel "Mogelijke hoge Tc supergeleiding in Ba-La-Cu-O". Voor het einde van het jaar werden hun resultaten bevestigd door Shoji Tanaka van de universiteit van Tokio, door Paul Chu van de universiteit van Houston en door Bell Labs.
De ontdekking ging ook het Nobelcomité niet voorbij. Terwijl Nobelwinnaars soms jaren moeten wachten op erkenning, werden Bednorz en Müller al in het jaar na hun ontdekking onderscheiden met de Nobelprijs voor de Natuurkunde. Ondanks hun ontdekking midden jaren 1980 is een algemeen aanvaarde theoretische verklaring van deze vorm van supergeleiding nog steeds niet gevonden. Toch denkt men dat bipolaronen hierin een grote rol spelen. Deze polaronen paren tot een zogenaand boson met spin 1. Een beetje hetzelfde mechanisme als het Cooperpaar bij supergeleiding in metalen.
Müller overleed op 95-jarige leeftijd.